# Deodato Arellano
Deodato Arellano  (ur. 26 lipca 1844, zm. 7 października 1899) – filipiński działacz niepodległościowy.

## Życiorys
Urodził się w Bulacanie jako syn Juana i Mamerty de la Cruz. Nazwisko Arellano rodzina przyjęła w 1849, kiedy to hiszpańskie władze kolonialne nakazały rodzimej ludności Filipin przybranie hiszpańskich nazwisk. Kształcił się w zakresie rachunkowości na Ateneo Municipal de Manila, następnie podjął pracę w wyuczonym zawodzie. Szybko związał się z ruchem na rzecz głębokich reform politycznych na archipelagu. Ze środowiskiem tym łączyły go zresztą poniekąd i więzy rodzinne. Poślubił bowiem Hilarię del Pilar, siostrę Marcela H. del Pilara, jednego z przywódców ruchu. Podobnie jak wielu współczesnych mu przedstawicieli filipińskiej elity intelektualnej był wolnomularzem. Zorganizował zbiórkę pieniędzy gdy artykuły w Diariong Tagalog, pierwszej tagalskiej gazecie wzbudziły podejrzenia władz hiszpańskich, pociągając za sobą choćby przymusową emigrację Marcela. Na początku lipca 1892 wstąpił do założonej przez Jose Rizala Ligi Filipińskiej oraz został wybrany jej sekretarzem. 
Kilka dni później, na skutek aresztowania Rizala oraz wysłania go do Dapitan w domu Arellano ukonstytuował się z kolei Katipunan. W założycielskim jej posiedzeniu 7 lipca 1892 wzięli udział, poza samym Arellano, także Andrés Bonifacio, Ladislao Diwa, Teodoro Plata, Valentin Diaz oraz Jose Dizon. Była to, w odróżnieniu od wciąż umiarkowanej i reformistycznej Ligi, organizacja wprost uznająca walkę o wyzwolenie Filipin spod kolonialnego panowania Hiszpanii za swój cel. Arellano został jej pierwszym najwyższym przywódcą.
Po wybuchu rewolucji filipińskiej z 1896 udał się do rodzinnego Bulacanu. Tam też dołączył do oddziałów armii rewolucyjnej dowodzonych przez Gregorio del Pilara. Walczył również w wojnie amerykańsko-filipińskiej, zmarł w wyniku gruźlicy. Pochowano go w La Trinidad w Benguet.